# Filip Babicz
Filip Babicz (ur. 28 września 1982 w Wodzisławiu Śląskim) – polski alpinista i sportowiec górski.
Uprawia bouldering, highballing, wspinaczkę sportową, drytooling, skyrunning, alpinizm oraz himalaizm. Członek Kadry Narodowej we Wspinaczce Wysokogórskiej Polskiego Związku Alpinizmu, uczestnik programu Polski Himalaizm Zimowy im. Artura Hajzera. W latach 1999–2012 Reprezentant Polski, a w latach 2013–2014 Reprezentant Włoch w zawodach wspinaczkowych rangi Mistrzostw Europy, Pucharu Świata i Mistrzostw Świata. Aktualnie specjalizuje się w drytoolingu oraz alpinizmie fast & light. W roku 2018 został uznany za Ultrawszechstronnego Sportowca Roku przez francuski magazyn górski Vertical.
Od roku 2003 mieszka w Dolinie Aosty we Włoszech.

## Osiągnięcia sportowe (wybór)

### Drytooling
- „Oświecenie” D16 DTS, wytyczenie i pierwsze przejście pierwszej na świecie drogi o takich trudnościach pokonanych w stylu DTS, Tatry Polskie, 21 stycznia 2018[2][3][4][5]
- „Ade Integrale” D15+ DTS, wytyczenie i pierwsze przejście najtrudniejszej i najdłuższej na świecie w pełni naturalnej drogi drytoolowej, La Thuile (Włochy) 26 listopada 2019[6][7][8][9]
- „Blair Witch” D15 DTS, pierwsze przejście (autorzy drogi: Marcin Gąsienica – Kotelnicki, Michał Król), Tatry Polskie, 10 stycznia 2018[10]
- „Uragano Dorato” D15 DTS, pierwsze przejście, Bus del Quai nad jeziorem Iseo (jezioro) w Alpach Lombardzkich, 12 marca 2019[11][12][13][14][15]
- „Bafomet” D14+ DTS, drugie powtórzenie w stylu DTS, Tatry Polskie, 29 grudnia 2017[16]
- „Whitestar” D14+ DTS, pierwsze powtórzenie, Grota Twardowskiego, Kraków, Polska, 5 grudnia 2018[17]
- „Sangreal Extension” D14+ DTS, pierwsze przejście, w Janówku pod Warszawą, 23 grudnia 2019[18]

### Alpinizm fast & light
- Południowa Grań Aiguille Noire de Peuterey, rekord przejścia: 1h30'14'' (pobicie poprzedniego rekordu, wynoszącego 2h45', o godzinę i 15 minut), 27 sierpnia 2020[19][20][21][22]
- Grań Integralissima de Peuterey na Mont Blanc, pierwsze powtórzenie i zarazem pierwsze przejście solo, w rekordowym czasie 17 godzin, bez wsparcia, 31 lipca 2020 roku[23][24][25][26][27]
- Centralny Filar Freney na Mont Blanc, pierwsze przejście jednodniowe tam i z powrotem z dna doliny, 16h na szczyt, 22h z zejściem, 6 - 7 sierpnia 2020[27][28]
- Aiguille Noire de Peuterey w masywie Mont Blanc, rekord szybkości (osobno: 3h16’ do góry, 1h26’ w dół) bez wsparcia, 10 lipca 2016[27]
- Cima Grande di Lavaredo w Dolomitach rekord szybkości 1h25' tam i z powrotem z Rifugio Auronzo (56’ do góry, 29’ w dół), bez wsparcia, 24 września 2016
- Tre Cime di Lavaredo z Misuriny, trawers trzech głównych wierzchołków w rekordowym czasie 6h30', bez wsparcia, 27 maja 2017[29]
- Grań Integrale di Brouillard na Mont Blanc w 8h22', trzeci czas w historii, bez wsparcia, 30 września 2018[30]
- Matterhorn w 5h01’, trzeci czas w historii ustanowiony bez wsparcia, 15 lipca 2015[31]

### Skyrunning
- Orla Perć w Tatrach, rekord trasy (1h04'23"), bez wsparcia, 6 września 2018[32]
- Marettimo, Egady – rekord obiegnięcia wyspy (2h31'35"), bez wsparcia, 18 kwietnia 2019[33]

### Himalaizm
- Maj-lipiec 2019: Udział w wyprawie jubileuszowej na Nanda Devi East (7434 m n.p.m.) w Himalajach Garhvalu.[34][35][36][37]
- Styczeń-marzec 2020: Udział w wyprawie unifikacyjnej programu Polski Himalaizm Zimowy na Batura Sar (7795 m n.p.m.) w Karakorum. Próba pierwszego zimowego wejścia[38][39][40][41][42][43]

### Wspinaczka wielowyciągowa
- „Metallica” IX/IX+, RP, 200m, Mnich, Tatry, 22 czerwca 2008[44]
- „Tartaruga Volante” 7c/c+ RP, 260m, pierwsze przejście klasyczne, Pèrie de Sarò, Rhemes-Saint-Gorges, Włochy, 7 października 2017[45]
- "Łapiński - Paszucha" M7, OS, 550m, z Damianem Bieleckim i Wadimem Jabłońskim, Kazalnica Mięguszowiecka, Tatry Polskie, 23 marca 2019[46]
- "Fat Boy Slim" D8+, OS, 130m, z Damianem Bieleckim, Bula pod Bańdziochem, Tatry Polskie, 25 marca 2019[46]

### Nowe drogi
- „Forza Gioele” WI3, M7, D7 RP, 600m, na Pointe Androsace (4107 m) w masywie Mont Maudit (grupa Mont Blanc) z Denisem Trento, 9 stycznia 2020[47]
- „La Sostanza dei Sogni” IX RP, 220m, na Bonagia (317m) na Marettimo (Sycylia) z Marco Benedetto, 7 maja 2019[33][48]
- „I Ragazzi dell '99" 8a, 100m, na Cima Grande w masywie Cinque Torri (Dolomity) z Alessandro Zenim, 30 czerwca 2018[49][50]
- „Etyczne Dylematy” VIII RP, 22m, na Basztowej Igle (Tatry Słowackie) z Wojciechem Gąsienicą – Rojem, 15 kwietnia 2015[51]
- „Prow” VII RP, 22m, na Basztowej Igle (Tatry Słowackie) z Wojciechem Gąsienicą – Rojem, 16 kwietnia 2015[51]
- „It will be forever” 7b RP, 30m, na Père Eternelu (masyw Mont Blanc) z Paolo Bergamaschi, 13 sierpnia 2017[52]

### Bouldering
- „Azi assis” 8B RP, pierwsze przejście, Val Veny, Courmayeur, Włochy, 21 października 2010[53]
- „Megaloman” 8A/8A+ RP, Cubo, Arnad, Włochy, 10 lutego 2011[54]
- „Lo Squalo 3/3D” 8A/A+ RP, trzecie przejście, Punta Capineru, Korsyka, 24 października 2011[55]
- „Pegaso” 8A+ trawers RP, Morgex, Włochy, 20 kwietnia 2011[56]

### Highballing
- „Antitesi” 8A+, pierwsze przejście, Roisan, Valpelline, Dolina Aosty, Włochy, 21 października 2011[57]
- „Full Moon” V5 X, wytyczenie i pierwsze przejście, Grandpa Peabody, Bishop (Kalifornia), 26 października 2018[58]
- „Transporting Room” V5 X, Grandpa Peabody, Bishop (Kalifornia), 21 października 2018
- W roku 2009 na Seszelach, na wyspie La Digue, na plaży Anse Source d'Argent otworzył i powtórzył serię poważnych highballi w przedziale trudności od 6A+ do 7B[59][60]
- W latach 2011–2018 Filip wytyczył i przeszedł 16 highballi na Masso Valbusa na morenie lodowca Brenva w Courmayeur (Włochy) w tym „Daniela Sit” 7C oraz „Fox Direct” 7C[61]

### Wspinaczka skałkowa
- „Ciccio Formaggio” 8c+, RP, ósme przejście, Grotta dell’Arenauta, Gaeta, Włochy, 22 kwietnia 2008;
- „Hellish Parsifal” 8c, RP, pierwsze przejście, Tetto di Sarre, Aosta, Włochy, 5 sierpnia 2010;
- „La Pietra Murata” 8b+ RP, Massone, Arco, Włochy, 30 sierpnia 2001[62]
- „Deus Fortitudo”, 8b+, pierwsze przejście, Grotta dell’Arenauta, Gaeta, Włochy, 23 października 2001[63]
- „Balboa” 8b+ RP, Tetto di Sarre, Aosta, Włochy, 14 czerwca 2015
- „Invidia” 8b+ RP, ósme przejście, Grotta dell’Arenauta, Gaeta, Włochy, 20 października 2001[63]
- „Sogno di Criptonite” 8b+ RP, Tetto di Sarre, Aosta, Włochy 15 lipca 2009
- „Sarsifal” 8b+ RP, Tetto di Sarre, Aosta, Włochy 3 sierpnia 2009
- „Saltofal” 8b/b+ RP, pierwsze przejście, Tetto di Sarre, Aosta, Włochy 8 października 2009 oraz ponad 100 dróg od 8a wzwyż
- „Negresse Blonde” 8b OS, Francardu, Korsyka, 25 października 2011 oraz ponad 50 dróg on sight od 7c wzwyż.

### Wspinaczka sportowa
| Sezon | Miejscowość | Ranga zawodów               | Miejsce | Reprezentowany kraj |
| ----- | ----------- | --------------------------- | ------- | ------------------- |
| 1999  | Imst        | Puchar Europy Juniorów      | 21.     | Polska              |
| 1999  | Berno       | Puchar Europy Juniorów      | 14.     | Polska              |
| 1999  | Courmayeur  | Mistrzostwa Świata Juniorów | 47.     | Polska              |
| 1999  | Albertville | Puchar Europy Juniorów      | 21.     | Polska              |
| 2000  | Imst        | Puchar Europy Juniorów      | 13.     | Polska              |
| 2000  | Amsterdam   | Mistrzostwa Świata Juniorów | 22.     | Polska              |
| 2001  | Imst        | Mistrzostwa Świata Juniorów | 12.     | Polska              |
| 2001  | Arco        | Puchar Europy Juniorów      | 11.     | Polska              |
| 2003  | Lecco       | Puchar Świata               | 47.     | Polska              |
| 2003  | Chamonix    | Mistrzostwa Świata          | 77.     | Polska              |
| 2004  | Imst        | Puchar Świata               | 28.     | Polska              |
| 2004  | Lecco       | Mistrzostwa Europy          | 35.     | Polska              |
| 2004  | Chamonix    | Puchar Świata               | 45.     | Polska              |
| 2010  | Chamonix    | Puchar Świata               | 57.     | Polska              |
| 2010  | Arco        | Rock Masters                | 36.     | Polska              |
| 2010  | Kranj       | Puchar Świata               | 49.     | Polska              |
| 2011  | Chamonix    | Puchar Świata               | 62.     | Polska              |
| 2011  | Arco        | Mistrzostwa Świata          | 81.     | Polska              |
| 2011  | Kranj       | Puchar Świata               | 38.     | Polska              |
| 2011  | Barcelona   | Puchar Świata               | 45.     | Polska              |
| 2012  | Chamonix    | Puchar Świata               | 48.     | Polska              |
| 2012  | Kranj       | Puchar Świata               | 38.     | Polska              |
| 2013  | Chamonix    | Mistrzostwa Europy          | 42.     | Włochy              |
| 2013  | Briancon    | Puchar Świata               | 52.     | Włochy              |
| 2014  | Chamonix    | Puchar Świata               | 54.     | Włochy              |
| 2014  | Briancon    | Puchar Świata               | 68.     | Włochy              |
| 2014  | Imst        | Puchar Świata               | 37.     | Włochy              |